# Naranja de metilo

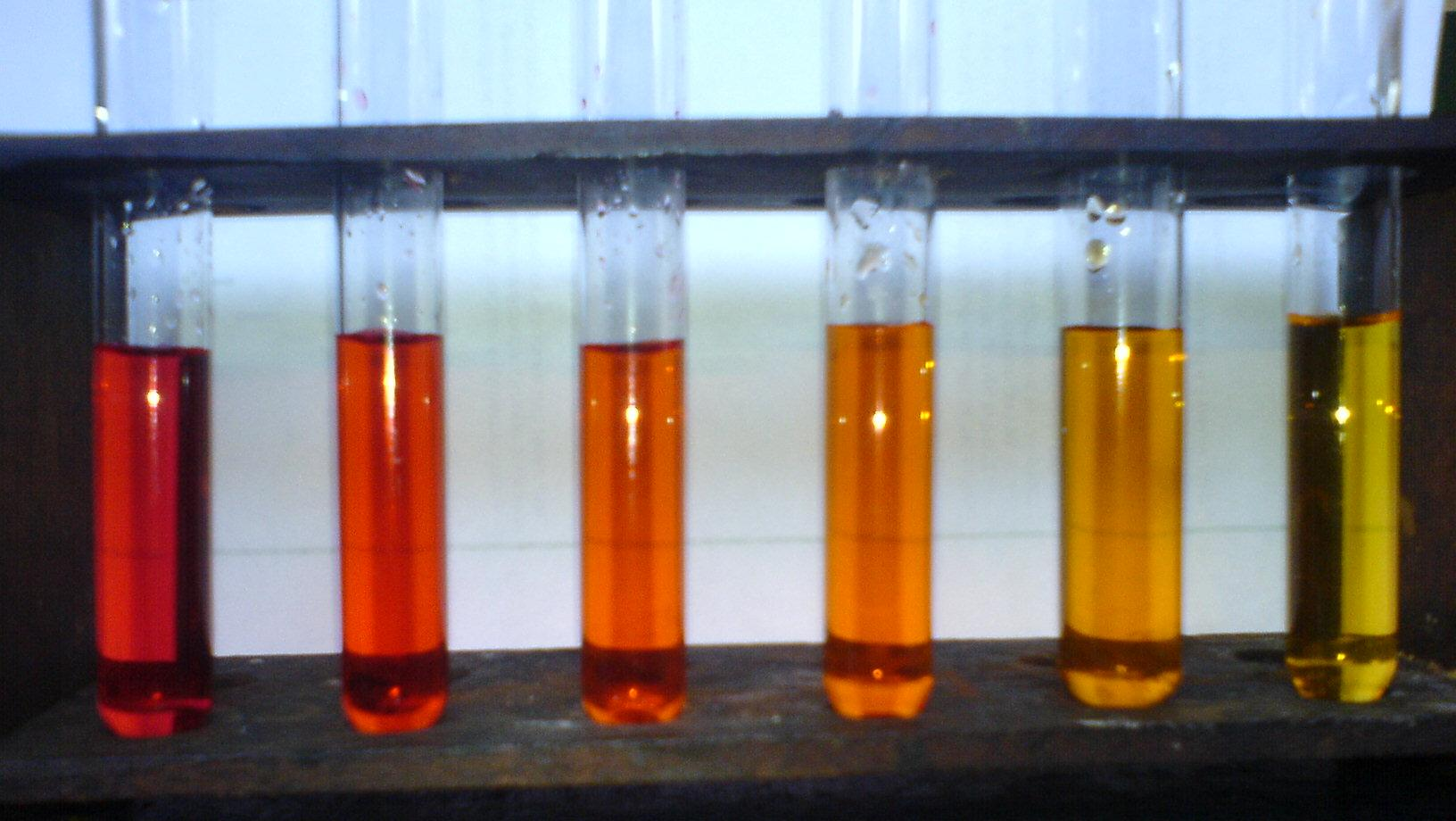
Viraje del naranja de metilo.

Naranja de metilo es un colorante azoderivado, y un indicador de pH con cambio de color de rojo a naranja-amarillo entre pH 3,1 y 4,4. El nombre del compuesto químico del indicador es sal sódica de ácido sulfónico de 4-Dimetilaminoazobenceno. 
La fórmula molecular de esta sal sódica es C14H14N3NaO3S y su peso molecular es de 327,34 g/mol.
En la actualidad se registran muchas aplicaciones desde preparaciones farmacéuticas, colorantes de teñido al 5% en telas y plásticos, y determinante de la alcalinidad del fango en procedimientos petroleros. También se aplica en citología en conjunto con la solución de Fuschin.
Se usa en una concentración de 1 gota al 0.1% por cada 10 ml de disolución.